# Абдулах од Саудијске Арабије
Абдулах ибн Абд ел-Азиз Ел Сауд (арап. عبد الله بن عبد العزيز ال سعود; ʿАбд Аллах ибн ʿАбд ал-ʿАзиз Ал Саʿуд; Ријад, 1. август 1924 — 23. јануар 2015) је био апсолутни монарх и престолонаследник од 13. јуна 1982 до 1. августа 2005. до своје смрти. Он је био задужен за државне послове као престолонаследник Саудијске Арабије од јуна 1982. након што је његов полубрат, тада краљ Фахд од Саудијске Арабије, доживео мождани удар. Као резултат тога, био је и врховни командант саудијске војске. Три престолонаследника синови оснивача државе краља Ибн Сауда, током Абдулахове владавине била су међу пуноправном браћом краља Фахда.
Након што је постао краљ 2005. године, Абдулах је именовао свог полубрата Султан од Саудијске Арабије за престолонаследника. Када је Султан умро 2011. године, Султанов пуноправни брат Наиф од Саудијске Арабије је именован за престолонаследника, али је сам Наиф умро следеће године. Абдулах је затим именовао Салмана за престолонаследника. Према разним извештајима, краљ се женио до 30 пута и имао више од 35 деце. Био је међу најбогатијим члановима краљевске породице на свету. Након његове смрти 2015. године, Абдулаха је наследио његов полубрат Салман.
Његово богатство износило је 18 милијарди америчких долара, а такође спада међу лидере из групе Г20 индустријски развијених земаља.